# 프로덕션 디자이너
미술 디자이너는 영화, 텔레비전 등의 촬영의 피사체가 되는 공간을 만드는 작업을 관리하는 사람. 영화 감독과 협의를 하고 예산에 따라 그 영화의 세계관(배경)를 만들어 낸다.

## 같이 보기
- 아카데미 미술상
- 분류:프로덕션 디자이너
- 무대 디자인